# Reabsorção de Glicose no Túbulo Proximal

Lâmina histológica de um glomérulo renal associado a túbulos proximais e distais.

Em condições normais, um indivíduo adulto filtra e reabsorve, diariamente, cerca de 1,5 kg de glicose, sendo a carga filtrada de glicose é de 10 a 40 vezes maior que sua utilização diária. O rim participa ativamente no controle da glicemia e é capaz de utilizar e sintetizar glicose. Num estado funcional normal, o rim tanto impede a hiperglicemia através da excreção urinária de glicose, quanto previne a hipoglicemia por gliconeogênese.
A síntese de glicose acontece principalmente no córtex renal e constitui um mecanismo para manutenção da homeostase glicêmica. Assim como o fígado, os rins são capazes de fazer gliconeogênese nos períodos de jejum prolongado, utilizando principalmente glutamina e lactato como substrato. Outro mecanismo de controle da glicemia é utilização renal da glicose como substrato, que acontece na região medular do órgão.
A unidade funcional do rim (néfron) apresenta uma compartimentalização a nível histológico e funcional que garante a homeostase da glicose. O túbulo contorcido proximal é o maior responsável pela reabsorção da glicose. Já as demais estruturas (ramo ascendente da alça de Henle, túbulo contorcido distal, túbulos coletores) atuam na síntese, armazenamento e oxidação desse combustível energético.
A manutenção da homeostase de glicose pelo rim depende ainda do fluxo sanguíneo renal, do ritmo de filtração glomerular e da função tubular. Esses fatores quando alterados, causam desregulação do equilíbrio da glicemia exercido pelos rins.

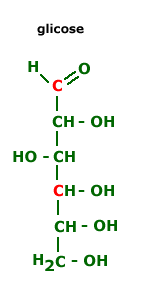
Molécula de glicose

## Glicose
A glicose é um carboidrato com peso molecular de 180g/mol. Contém seis átomos de carbono, cinco destes hidroxilados. O sexto carbono contem um grupo aldeído, sendo este o carbono terminal.  Isto torna a molécula uma aldose, do tipo hexose. O grupo carbonila desta aldohexose forma uma ligação covalente com uma hidroxila do carbono ao longo da cadeia. Esta ligação é estabelecida em meio aquoso, levando a molécula a uma estrutura cíclica.
Como a maior parte dos carboidratos, a glicose é incolor, cristalina, de sabor doce e, devido à sua polaridade, bastante solúvel em solvente polar, como a água. Seu raio molecular consiste em 0,36 nm, o que delimita sua permeabilidade (90x10-6 cm/s em músculo esquelético).
A barreira de filtração restringe a filtração de moléculas com base na carga elétrica e no tamanho. A glicose, como a água, é livremente filtrada, visto que é uma pequena molécula orgânica, com aproximadamente 3,6 Å de raio molecular. Em geral, moléculas neutras com raio menor que 20 Å são filtradas livremente e com mais de 42 Å não são filtradas.

## Túbulo Proximal
Morfologicamente, o túbulo proximal é dividido em três segmentos: S1, S2 e S3, que realizam a reabsorção de glicose e seu transporte para o plasma por mecanismos distintos que os individualizam em suas funções. As porções mais iniciais, por exemplo, possuem maior área de membrana apical e maior número de mitocôndrias, apresentando mais elevada taxa de reabsorção de solutos. 

### Transportadores de membrana[4][5]
- Sodium glucose cotransporter (SGLT)

São transportadores na membrana apical, responsáveis pelo cotransporte de sódio e glicose. Os SGLTs apresentam 12 segmentos transmembrânicos. A alça extracelular de ligação entre S5 e S6 é um potencial sítio de glicosilação, e terminações NH2 e COOH estão localizadas no citosol. O domínio COOH, altamente hidrofóbico, deve se encontrar em contato direto com a superfície interna da membrana plasmática. Uma propriedade especial da proteína responsável pelo transporte é a mudança de conformação que permite o fluxo de sódio para o interior somente após a ligação de uma molécula de glicose, de modo que o sódio e a glicose são transportados para o interior da célula simultaneamente. . Na porção inicial do túbulo proximal (S1), o tipo de transportador apical de glicose é o SGLT2, de alta capacidade e baixa afinidade, fazendo o cotransporte de 1 sódio/1 glicose. Na parte final do túbulo proximal (S2 e S3), o tipo de transportador é o SGLT1, de alta afinidade e baixa capacidade, o qual cotransporta 2 sódio/1 glicose.
A sódio-potássio-ATPase é um elemento chave no processo de reabsorção de glicose, pois sua atividade permite que a concentração intracelular de Na+ permaneça baixa, mantendo o gradiente eletroquímico para o movimento passivo de Na+ da luz tubular para a célula. Como o transporte de Na+ e glicose estão acoplados, esse gradiente de Na+ fornece a energia necessária para a entrada de glicose na célula, caracterizando o transporte tubular luminal de glicose como transporte ativo secundário.
- Glucose transporter (GLUT)

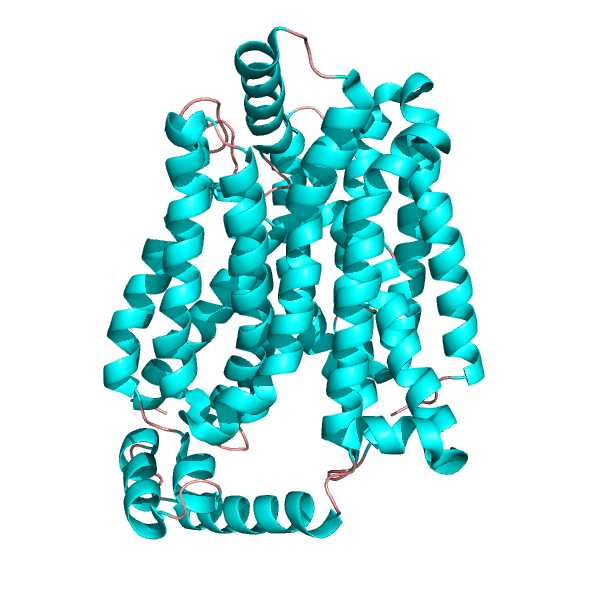
Estrutura do transportador de glicose tipo 1 (GLUT1) humano.

Transportadores na membrana basal, que efetuam a difusão facilitada de glicose. Os GLUTs também apresentam 12 segmentos transmembrânicos hidrofóbicos, alguns formando alfas-hélices perpendiculares ao plano da membrana plasmática, que representam poros através dos quais a molécula de glicose pode cruzar a membrana. Esses domínios são conectados por segmentos hidrofílicos extra e intracelulares. As terminações NH2 e COOH são citoplasmáticas, uma grande alça de conexão é encontrada entre os segmentos S6-S7, e um potencial sítio de N-glicosilação é encontrado na alça extracelular de conexão entre S1-S2. Comparando as diferentes isoformas, as seqüências de aminoácidos são altamente conservadas nos segmentos transmembrânicos, sugerindo que esses domínios são responsáveis pela característica comum a todas, que é a capacidade de transportar glicose. A homologia diminui nas terminações NH2 e COOH, assim como nas alças de conexão entre os segmentos S1-S2 e S6-S7, sugerindo que esses domínios são responsáveis pelas especificidades de cada isoforma tais como características cinéticas, regulação hormonal, localização celular e imunogenicidade .
No segmento inicial, é expresso o GLUT tipo 2, de baixa afinidade pela glicose, enquanto no segmento final é expresso GLUT tipo 1, com alta afinidade. Nenhum destes transportadores tem atividade modulada pela insulina. 

## Filtração e Excreção[6]
Na fisiologia renal, tem-se que:
{\displaystyle Quantidade\,excretada\,=Quantidadefiltrada-Quantidade\,reabsorvida+\,Quantidade\,secretada}

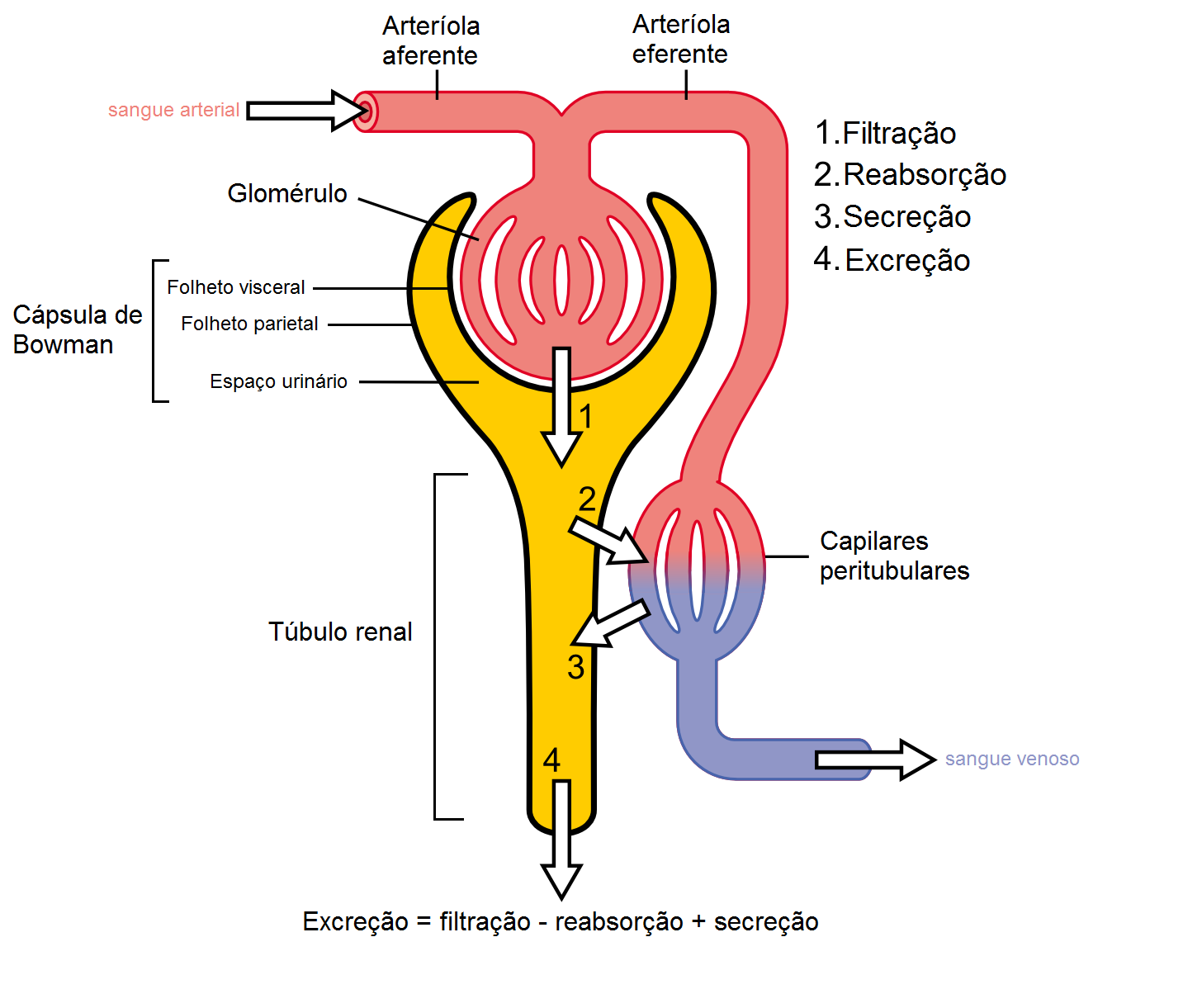
Fisiologia do néfron resumida.

Como a glicose não é secretada, obtém-se:
{\displaystyle Glicose\ excretada=Glicose\ filtrada-\ Glicose\ reabsorvida}
Em concentrações normais de glicose no plasma, toda glicose que entra no néfron é reabsorvida, ou seja, a taxa de filtração da glicose pelo rim do plasma para dentro da cápsula de Bowman é proporcional à concentração de glicose plasmática. A reabsorção apresenta uma taxa de transporte máximo (Tm) quando os transportadores alcançam a saturação. Por esta razão, se as moléculas de glicose são filtradas mais rapidamente para dentro do túbulo do que os transportadores de glicose podem transportá-las, isto é, se os transportadores são saturados, parte da glicose resta no lúmen e é excretada na urina.

## Doenças associadas

### Nefropatia diabética[7]

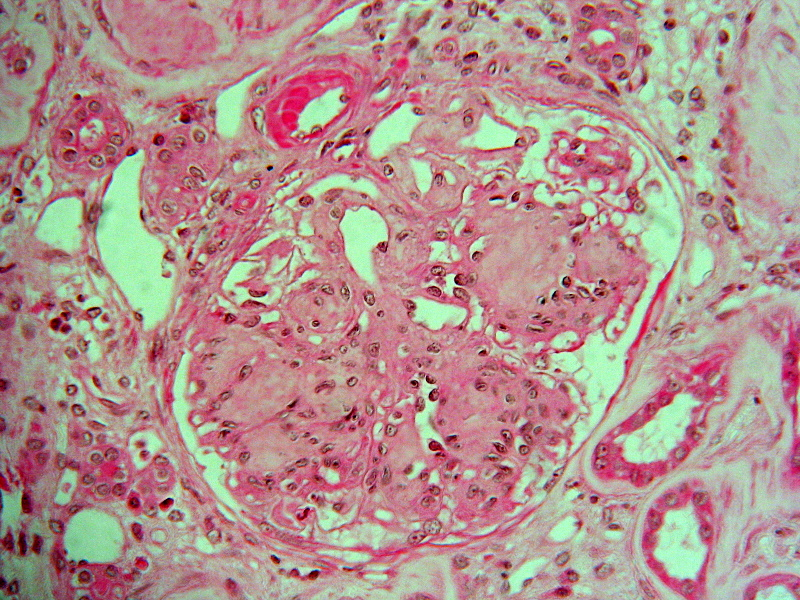
Lâmina histológica de um néfron glomeruloesclerótico.

A hiperglicemia derivada da deficiência na produção de insulina pelas células β-pancreáticas (Diabetes mellitus tipo 1) ou da resistência à ação da insulina (Diabetes mellitus tipo 2) induz ao aumento da atividade de ligação dos fatores transcricionais da família Hepatic Nuclear Factor (HNF-) 1α, 3β e 4α ao promotor do gene SLC2A2 (Solute Carrier 2A2), o gene que codifica GLUT2, resultando na maior expressão do transportador e no aumento do fluxo transepitelial de glicose. Isto determina uma concentração intersticial de glicose muito elevada, que induz as células mesangiais à maior produção de proteínas da matriz extracelular, causando a glomeruloesclerose, um dos sinais da nefropatia diabética. 

### Síndrome de Fanconi[7]
Mutações no gene SLC2A2, comprometendo sua capacidade de transporte, são responsáveis pela síndrome de Fanconi, uma rara condição autossômica recessiva que determina hipertrofia hepática e renal associada a acúmulo de glicogênio. O deficiente efluxo de glicose, tanto do hepatócito como da célula tubular proximal renal, resulta em um dos sinais da doença, a hipoglicemia de jejum.

### Glicosúria Renal Familiar do tipo A[4]
Trata-se de uma doença de herança autossômica dominante com mutações de perda de função, dentre outros, no gene SLC2A2. A redução da reabsorção proximal de glicose leva à glicosúria característica, mas não se observa hiperglicemia, não havendo complicações na produção insulínica pancreática.

## Medicamentos
Por possuir um papel imperativo no metabolismo de glicose do organismo, o rim tem despertado o interesse das indústrias farmacêuticas em torno de pesquisas para novas abordagens terapêuticas hipoglicemiantes.
Uma das classes de hipoglicemiantes orais para o tratamento do Diabetes Melitus tipo II é a de inibidores do co-transportador renal de sódio/glicose II (SGLT2). Sabe-se que essa doença caracteriza-se por hiperglicemia com níveis elevados de hemoglobina glicosilada A1c (HbA1c). A supressão da atividade dos SGLT2 no organismo inibe a reabsorção renal de glicose, aumentando a excreção do seu excesso no organismo e auxiliando na redução dos níveis plasmáticos de glicose independente da insulina ou das células beta. Além disso, a redução da carga de trabalho dos túbulos proximais faz com que esses fármacos atuem na melhoria da hipóxia tubulointersticial. Portanto, os inibidores de SGLT2 representam uma nova classe de diuréticos hipoglicemiantes com um efeito renoprotetor.
Ademais, a terapia com inibidores de SGLT2 também está associada à perda de peso e à redução da pressão arterial (PA). O mecanismo de redução da PA associada a esse inibidor ainda não está totalmente compreendido, mas acredita-se na sua relação com a diurese osmótica e natriurese. Tem sido analisada uma possível inibição local do sistema renina-angiotensina-aldosterona secundária a uma liberação aumentada de sódio para o aparelho justaglomerular durante a supressão de SGLT2. 
Recentemente, a segurança dos inibidores de SGLT2 foi posta em questão pelas agências reguladoras. Segundo a Agência Europeia de Medicamentos (EMA), a classe medicamentosa está relacionada à possibilidade de cetoacidose, independente dos níveis de glicose no sangue. Com isso, na suspeita ou confirmação dessa reação adversa rara, o tratamento com supressores de SGLT2 deve ser interrompido imediatamente. Além disso, a EMA recomenda a suspensão temporáriado fármaco em doentes que serão submetidos a uma cirurgia de grande porte ou que se encontram no hospital devido a uma doença grave
1. ↑  Baynes, John W. (2011). Bioquímica Médica. Rio de Janeiro: Elsevier
2. ↑  Eugenio, Cersosimo, (1 de janeiro de 2004). «The importance of the kidney in the maintenance of glucose                         homeostasis: Theoretical and practical considerations regarding                         glycemic control in diabetic patients with renal insufficiency». Brazilian Journal of Nephrology. 26 (1). ISSN 2175-8239
3. ↑  Referências bibliográficas: - NELSON, D. L. & COX, M.M. 2002. Lehninger: Princípios de Bioquímica. 3ª edição. Editora Sarvier, São Paulo, SP, Brasil.
4. 1 2  Machado, Ubiratan Fabres (1 de dezembro de 1998). «Transportadores de glicose». Arquivos Brasileiros de Endocrinologia & Metabologia. 42 (6): 413–421. ISSN 0004-2730. doi:10.1590/S0004-27301998000600003
5. ↑  AIRES, Margarida M. Fisiologia. Rio de Janeiro: Guanabara Koogan, 1991.
6. ↑  SILVERTHORN, D. U. (2010) Fisiologia Humana – uma abordagem integrada(**), 5ª ed., Ed. Artmed, RS. ISBN 9788536322841
7. 1 2  SILVA, Aline David (2011). «O diabetes altera a expressão do RNAm do GLUT2 em fígado e rim: participação dos fatores transcricionais Hepatic Nuclear Factor - (HNF-) 1a, 3b e 4a.». Consultado em 3 de dezembro de 2016
8. ↑  Storgaard, Heidi; Lise L. (1 de janeiro de 2016). «Benefits and Harms of Sodium-Glucose Co-Transporter 2 Inhibitors in Patients with Type 2 Diabetes: A Systematic Review and Meta-Analysis». PloS One. 11 (11): e0166125. ISSN 1932-6203. PMID 27835680. doi:10.1371/journal.pone.0166125
9. ↑  Sano, Motoaki; Makoto (3 de dezembro de 2016). «Increased Hematocrit During Sodium-Glucose Cotransporter 2 Inhibitor Therapy Indicates Recovery of Tubulointerstitial Function in Diabetic Kidneys». Journal of Clinical Medicine Research. 8 (12): 844–847. ISSN 1918-3003. PMID 27829948. doi:10.14740/jocmr2760w
10. ↑  Reed, James W. (1 de janeiro de 2016). «Impact of sodium-glucose cotransporter 2 inhibitors on blood pressure». Vascular Health and Risk Management. 12: 393–405. ISSN 1178-2048. PMID 27822054. doi:10.2147/VHRM.S111991
11. ↑  «A EMA confirma as recomendações para minimização do risco de cetoacidose com inibidores do SGLT2 para a diabetes» (PDF). Consultado em 3 de dezembro de 2016